# مايكل ساندل
مايكل جوستيس ساندل (بالإنجليزية: Michael Justice Sandel)‏ (من مواليد 5 مارس 1953) هو فيلسوف سياسي أمريكي وأستاذ في جامعة هارفارد، يشتهر على وجه الخصوص بمحاضراته ومؤلفاته حول مفهوم «العدالة» وحول انتقاداته لكتاب نظرية العدالة لجون رولس.

## وصلات خارجية
- مايكل ساندل على موقع الموسوعة البريطانية (الإنجليزية)
- مايكل ساندل على موقع مونزينجر (الألمانية)
- مايكل ساندل على موقع ميوزك برينز (الإنجليزية)

- محاضرات مايكل ساندل عن مفهوم العدالة على يوتيوب على موقع يوتيوب.
- السيرة الذاتية لمايكل ساندل على موقع جامعة هارفارد.